# 스에쓰네촌
스에쓰네촌(末恒村)은 돗토리현 다카쿠사군·게타카군에 있던 촌이다.